# Christian Eriksson
För andra personer med liknande namn, se Christian Ericsson.
Christian Eriksson [krɪɧan], född 30 juni 1858 på gården Haget i Taserud, Arvika landsförsamling, Värmland, död 6 november 1935 i Maria Magdalena församling, Stockholm, var en svensk skulptör.
Christian Eriksson var bror till möbelsnickaren Elis Eriksson, far till skulptören Liss Eriksson och farbror till konstnären Elis Eriksson. Han var gift 1894–1911 med Jeanne Tramcourt och hade med henne sonen bildhuggaren Matts Eriksson.
Christian Eriksson var i mitten av 1870-talet lärling hos en ornamentssnickare i Stockholm och studerade samtidigt vid Tekniska skolan. 1877-1883 arbetade han som möbelarkitekt och modellör vid en möbelfabrik i Hamburg och reste sen till Paris, där han var elev vid École nationale supérieure des arts décoratifs och École nationale supérieure des Beaux-Arts och arbetade i  Alexandre Falguières ateljé. För att försörja sig hjälpte han andra konstnärer med modellering och marmorhuggning. År 1888 ställde han ut statyn Martyren på Parissalongen och fick medalj och stipendium för sitt debutverk. Det verkliga genombrottet kom dock året därpå med bronsvasen Tjusning, som idag finns på Nationalmuseum och 1890 vasen Blindbock, idag på Göteborgs konstmuseum. 1891 tillkom den stora gipsreliefen Linné, som 1894 utfördes i marmor för Nationalmuseum och uppställdes där.
Christian Erikssons arbeten utmärks av friskhet, originalitet, samt ofta med inslag av humor. Han gjorde även förtjänstfulla konsthantverksföremål. Christian Eriksson har sin viloplats vid Mikaelikyrkan i Arvika.
Utbildning i Stockholm, Hamburg och Paris

## Utbildning

### Stockholm
Christian Eriksson fick yrkesutbildning i faderns snickarverkstad. I mitten av 1870-talet var han lärling hos en ornamentssnickare i Stockholm, Jörlings verkstad vid Regeringsgatan, åren 1875-1877, och studerade samtidigt vid Tekniska skolans afton- och söndagskurser.

### Hamburg
Åren 1877-1881 arbetade han som möbelarkitekt och modellör vid en möbelfabrik i Hamburg, där han var elev vid Allgemaine Gewerbeschule. Han ansökte och fick stipendium från Tekniska skolan i Stockholm 1880. Han tog ut avflyttningsbevis från Arvika landsförsamling till Hamburg den 3 november 1881. Åren 1881-1883 arbetade han samtidigt ett år i Heymans möbelfabrik där och ett år hos ornamentbildhuggaren Ziegler. Därefter arbetade han ytterligare två år hos arkitekten Bichweiler i dennes Kunstgewerbliche Werkstatt, Bichweilers Kunstgewerbewerkstatt. I Hamburg erhöll han anställning hos statybildhuggaren Carl Börner 1883. Carl Börner, som var från Schlesien var en av mästarna till Schillermonumentet i Hamburg. Det var han som slutförde monumentet, så att det kom på plats den 10 maj 1866. Christian Eriksson fick hjälpa Carl Börner då han fabricerade ett slags terracotta eller fajans som utfördes i reliefplattor med jaktmotiv eller med figurer i renässansdräkter eller liknande. Han utformade själv en del fat, krus och vaser i lera under sin tid i Hamburg.

### Paris

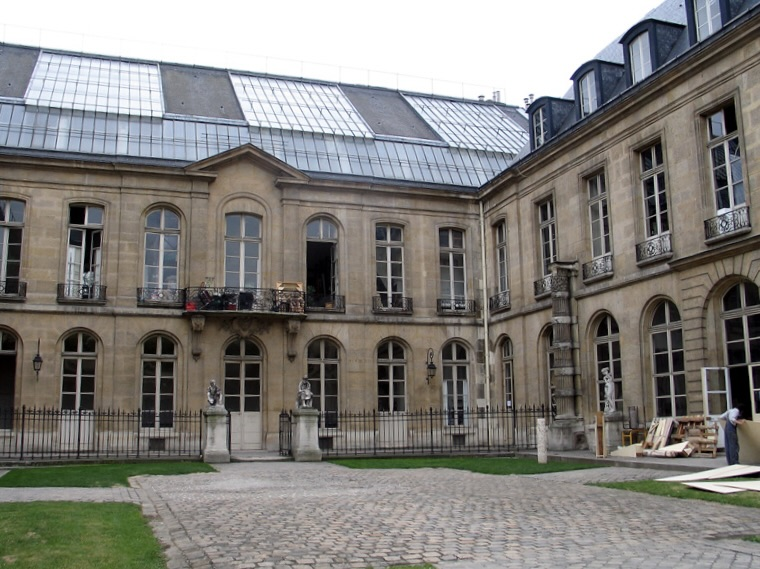
École nationale supérieure des Beaux-Arts i Paris, där Christian Eriksson var elev under fyra år, 1883-1887.

Han reste sen till Paris och inskrevs som elev vid École des arts décoratifs i Paris den 27 september 1883, varifrån han erhöll avgångsbetyg den 7 januari 1885. För att utbilda sig till skulptör gick Christian fyra år på École des Beaux-Arts, de sköna konsternas skola i Paris. Han var inskriven som elev vid École nationale supérieure des Beaux-Arts den 4 augusti 1883– 14 april 1887. Vid École des Beaux-Arts erhöll han då 3:e medaljen för figur modellerad efter antiken. I Paris arbetade han även på sin lärare Alexandre Falguières ateljé samt på konstindustriella verkstäder och i en keramisk fabrik. Alexandre Falguière var en av det dåtida Paris’ mest efterfrågade konstpedagoger. För att försörja sig hjälpte han andra konstnärer med modellering och marmorhuggning. I Paris biträdde han bland annat skulptören Per Hasselberg. I Paris träffade han också sin blivande hustru Jeanne Tramcourt, som bara var 19 år då de gifte sig. Hon väckte stor uppmärksamhet när hon kom till Taserud. Konstnärskollegan Fritz Lindström karaktäriserade henne som "en orkidé i en potatisåker". Christian Eriksson ritade och lät bygga den kombinerade bostaden och ateljén, som han kallade Oppstuhage. Det huset är numera en del av Rackstadmuseet.

## Arbete i Stockholm
För att komma närmare sitt arbete i Stockholm, där han fick många uppdrag, lämnade han snart Arvika. Han lämnade då sin ateljé och bostad i Oppstuhage för att istället verka i Stockholm. Då hyrde han ut Oppstuhage till konstnärskollegan Gustaf Fjæstad, som sökte bostad i Värmland som han förälskat sig i. Detta blev starten av Rackstadkolonin.

### Medalj och stipendium

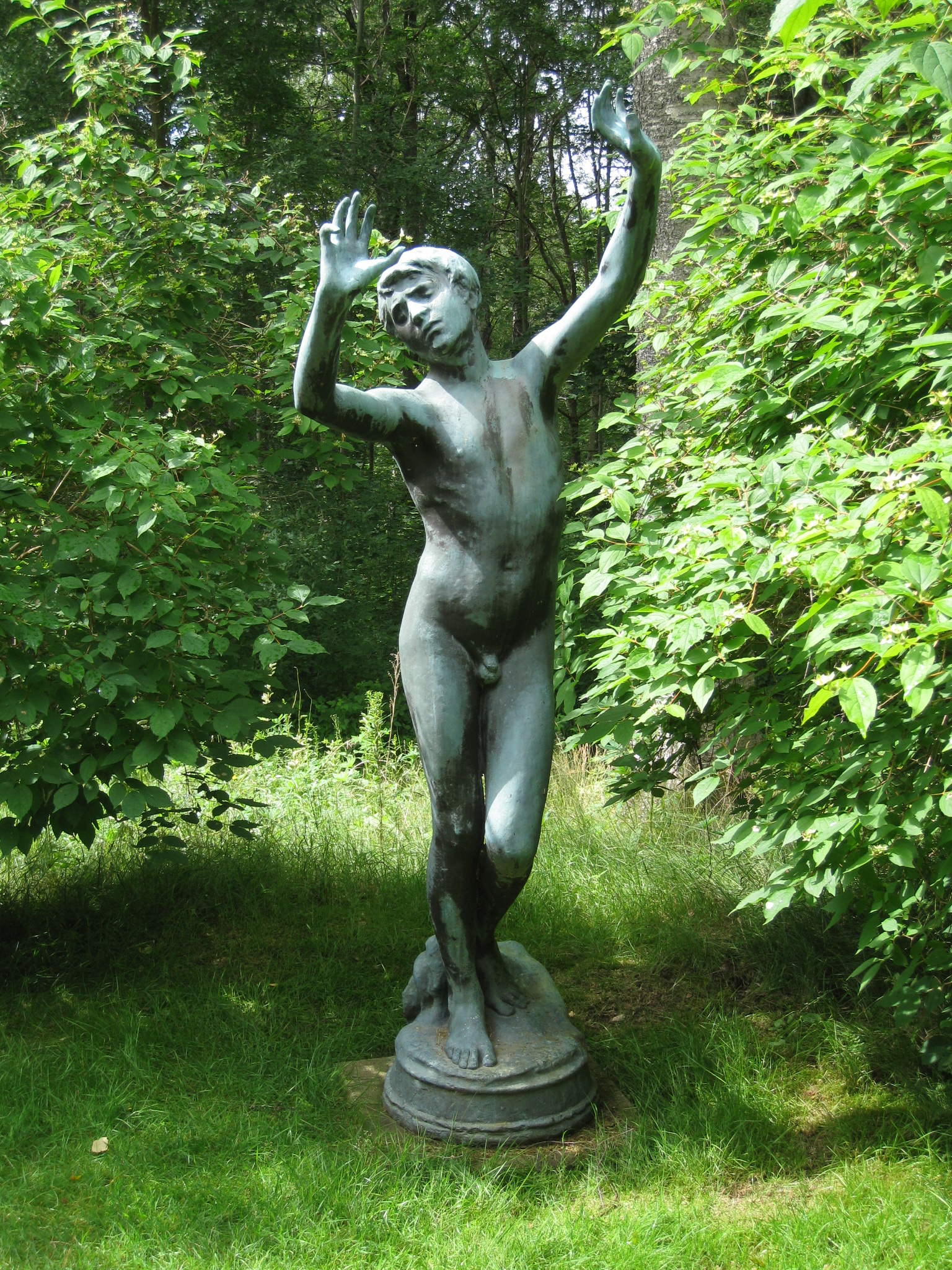
Skulpturen Martyren står i trädgården vid Oppstuhage vid Rackstadmuseet i Arvika. För skulpturen fick Christian Eriksson 1888 medalj och stipendium.

Ett av hans första arbeten var statyn Martyren, som ställde han ut på Parissalongen 1888 och erhöll 3:e medaljen för den figurgruppen, och stipendium för sitt debutverk. Den som belönades med guldmedalj på Parisutställningen 1888 var den svenske konstnären Nils Forsberg för sin målning En hjältes död. Forsbergs mest berömda verk finns nu på Nationalmuseum i Stockholm. Den 28 april 1888 tilldelades Christian Eriksson av Konstakademien Jenny Linds resestipendium (sedan 1965 heter det Jenny Lind-stipendiet) på 3000 kronor för ett år, förnya för ännu ett år samt erhöll för ytterligare ett år resestipendium på samma belopp 29 maj 1890.

### Genombrott och återflytt till Sverige
Det verkliga genombrottet kom dock året därpå, 1889, med bronsvasen Tjusning, en modellstudie, och Barnvärlden. Tjusning kom senare till Nationalmuseum. Barnvärlden köptes av konstsamlaren Pontus Fürstenberg. Fürstenberg var så imponerad att han gav Christian Eriksson en beställning på en stor relief i marmor av Carl von Linné som skulle skänkas till Nationalmuseum. Pontus Fürstenberg hjälpte Christian Eriksson och de dåtida kända konstnärerna som Carl Larsson, Ernst Josephson, Olof Sager-Nelson och Anders Zorn direkt och indirekt med ekonomiskt stöd. Pontus Fürstenberg ansåg att bästa sättet att hjälpa Christian Eriksson var att alltid hålla honom sysselsatt med beställningar. Fürstenberg donerade sina samlingar till konstavdelningen på Göteborgs museum, vilka senare sammanställdes i det Fürstenbergska galleriet på Göteborgs konstmuseum.
År 1890 lämnade Christian Eriksson konstnärskvarteren i Paris och reste till Rom. Han inrättade sin bostad och ateljé på Via Sistina 123 i Rom. Ateljén låg vid sidan av ett franskt nunnekloster. Tidigare hade först Egron Lundgren och senare Werner Åkerman (1854-1903) och Sven Andersson haft sina ateljéer. Även den ukrainske författaren och nationalhjälten Gogol hade en gång bott och dött i samma hus. Eriksson modellerade byster efter levande modeller på förmiddagarna och kvällarna ägnade han åt att dekorera silverbägare och komponera skiffer på lerfat.

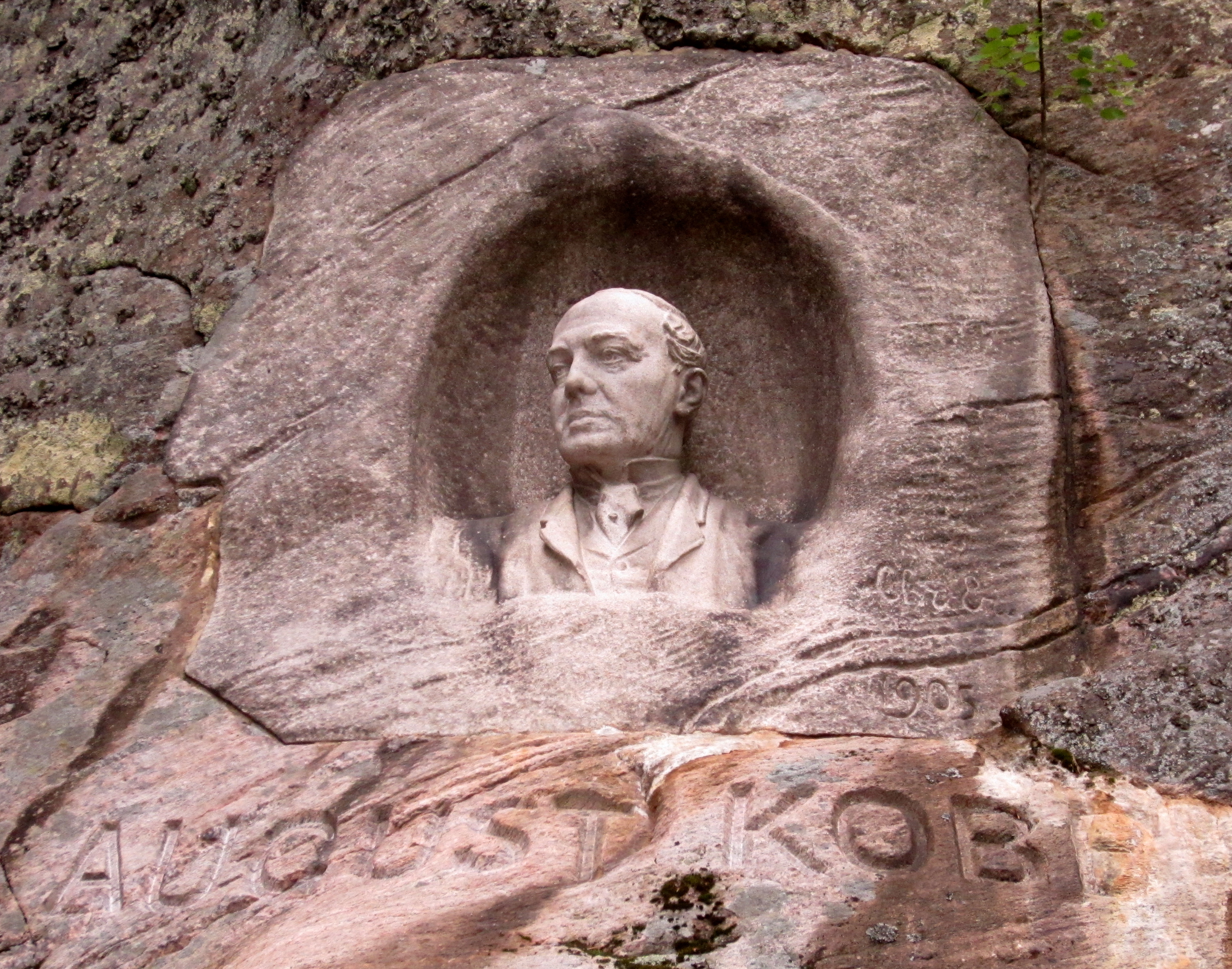
August Kobb, relief i Slottsskogen av Christian Eriksson.

År 1890 skapade Christian Eriksson bronsvasen Blindbock, idag på Göteborgs konstmuseum. Beställningen av 1891 tillkom den stora gipsreliefen Linné tillkom 1891 och senare, 1894, utfördes den i marmor för Nationalmuseum och uppställdes där. År 1896 hugg Christian Eriksson färdigt Per Hasselbergs (1850-1894) skulptur i marmor Näckrosen, en liggande kvinnofigur, som Hasselberg påbörjat. Christian Erikssons färdigställda skulptur finns i Göteborgs konstmuseum. Originalet, som också finns på Göteborgs konstmuseum, utförde Per Hasselberg ursprungligen i gips 1892. Redan år 1890 (höjd 11 cm) hade Per Hasselberg utfört Näckrosen gjuten i brons och den finns på Prins Eugens Waldemarsudde. Ytterligare några exemplar av Näckrosen finns på andra museer i Sverige.
Christian Eriksson företog studieresor till Italien åren  1890, 1891 och 1892. Han var bosatt i Paris till 1897, han flyttade då tillbaka till Sverige, men vistades i Paris från våren 1900 till hösten 1901.

### De två Dramatenfriserna

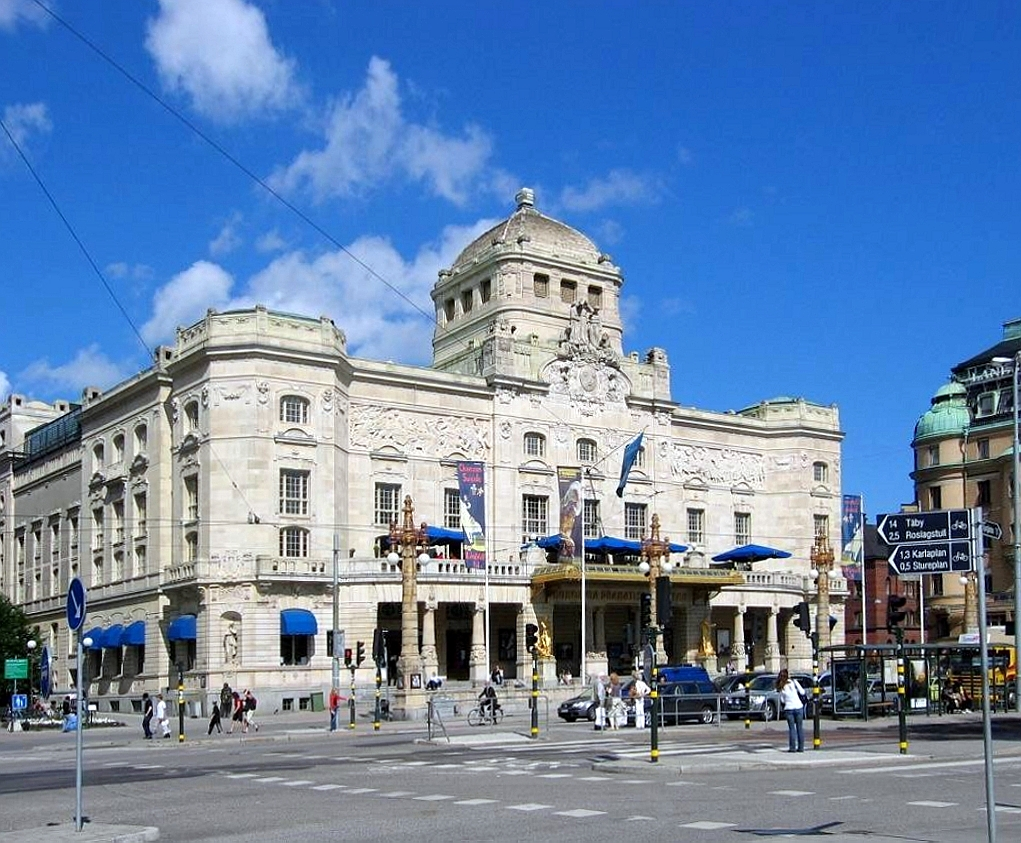
Kungliga Dramatiska Teatern i Stockholm. De två stora friserna på den utvändiga marmorfasaden är utförda 1907 av Christian Eriksson och föreställer ett Dionysoståg och de mest kända figurerna från den italienska Commedia dell'arte-traditionen.

År 1907 utformade Christian Eriksson de två friserna på den utvändiga fasaden på Kungliga Dramatiska Teatern i Stockholm. Den nybyggda Dramaten invigdes 1908. Marmorfriserna föreställer ett Dionysoståg och de mest kända figurerna från den italienska Commedia dell'arte-traditionen. Arbetet med att skapa dessa friser var stimulerande för Eriksson och det var ett samarbete med Dramatens arkitekt Fredrik Lilljekvist. Eriksson arbetade under en lång följd av år med relieferna. Hans Italienvistelser under åren 1890 och 1891 och i Neapel 1892, då han kom i direkt kontakt med den klassiska konsten, var till nytta för hans arbete med friserna. De breda relieferna sträcker sig över hela fasaden, men sitter för högt för att man ska se dess konstnärliga förtjänster. I övrigt har fasaden även några ornamentdetaljer som var på modet vid byggandet av huset och som lanserades av Ferdinand Boberg.
Den ena frisen på Dramaten föreställer ett grekiskt Dionysoståg med dansande fauner och satyrer och ett helt följe av berusade och extatiska menader som lyfter thyrsosstavar. Längst till höger är den dansande faunen. Den är "särskilt märklig genom den djärva, men lyckade förkortning konstnären åstadkommit av faunens högt lyftade vänstra ben". Den dansande faunen är även återgiven som ett avsnitt i gipsavgjutning bland annat i Värmlands museum i Karlstad, där också avsnittet med de thyrsoshöjande menaderna återfinnes liksom på entrégaveln till hemateljén i Opstuhage och i Värmlands nations hus i Uppsala.
Den andra frisen på Dramaten föreställer ett italienskt Commedia dell'arte-tåg från renässansen. Under medeltiden fanns i södra Europa en sorts gycklare, det var regelrätta teatersällskap som turnerade runt om i landet och roade folk. Tåget på frisen företräds av pipare, spelare och trummare, som drar Thespiskärran fram åt vänster, och som är dragen av åsnor och fullastad med allehanda komedianter. En pajazzo står bredvid åsnorna, och en harlekin, som kliver bredbent och som stolt vrider sina mustascher, följer sist i raden. Ursprungligen var denna fris inte tänkt så. Konstnärens första studieutkast för länge sedan visade vanliga svenska marknadsgycklare och nöjen som även var kombinerade även med julens gamla festspel. Kasperskåp, pajaser och andra på estraden framför sitt marknadstält, stjärngossar finns på bevarade teckningar. Allt detta slopades och ersattes av Commedia dell'arte-följet, vilket helheten och den konstnärliga utformningen vann på. I detta fall har det ändå sitt intresse att se, hur konstnären sökt sig fram till den bästa lösningen.

### Resor till Spanien och Frankrike
År 1920 gjorde han resor till Spanien och 1928 till Frankrike. Christian Eriksson utförde Konstforskningen för portalen till Nationalmuseum, vidare utförde han statyer av Lars Johan Hierta på Riddarhustorget i Stockholm och Jenny Lind i marmor i Kungliga Operan i Stockholm, den samiske författaren Johan Thuuri i Prins Eugens Waldemarsudde, Idyll på Djurgården i Stockholm, Diana i Helsingborg, Sankt Göran och draken i Stadshuset samt Engelbrektsmonumentet i Stadshuset. Han har även utfört postament till flaggstänger i Saltsjöbaden, Bågspännaren i Stockholm, träarbetena Dansa på tå samt lapp i Göteborgs konstmuseum. Eriksson gjorde även hantverksföremål i metall. Hans arbeten utmärks av humor, originalitet och friskhet.

## Familjeförhållanden

### Bröderna Eriksson
Christian Eriksson var son till hemmansägaren och bysnickaren Erik Olsson (död 1904) och Stina Olsdotter. Han var tredje äldst av sex syskon. Fadern grundade på 1850-talet ett möbelsnickeri under namnet E. Olsson Möbel-Snickeri i Taserud utanför Arvika. Christian Eriksson och hans tre bröder Ola (1852-1942), Elis (1856-1936) och Karl Eriksson (1862-1957) utbildade sig i Sverige och utomlands i Tyskland, Frankrike och Rumänien och gick därefter in i faderns firma som möbelsnickare. Brodern Ola Eriksson har skapat altaruppsatsen i Trefaldighetskyrkan, Arvika, den är en blandning av barock och fornnordisk stil och brodern Elis Eriksson hade ansvaret för försäljningen i familjens firma och i verkstaden var han huvudsakligen sysselsatt i svarvstolen. Christian Eriksson var farbror till konstnären, skulptören och författaren Erik Ernst Eriksson (1906-2006), som var son till Elis Eriksson. 

### Bröderna Erikssons Möbelverkstad
Firman, som senare blev Bröderna Erikssons Möbelverkstad tillverkade Christian Eriksson, som var skulptör, tillsammans med sina bröder tillverkade möbler utifrån ritningar av bland annat Ragnar Östberg, Carl Westman och Ivar Tengbom. Möblerna blev kända för sin kvalitet i Sverige och övriga Europa. Möbelsnickarna var bröderna Ola Eriksson, som var bildhuggaren, Karl Eriksson, som kallades Mäster-Karl, och Elis Eriksson, som kallades Elis i Taserud. Förlagor till figurreliefer och beslag gjordes av Christian Eriksson. Konstsmeden Petter Andersson, som kallades Petter på Myra, tillverkade beslagen. Även gesäller och lärlingar var anställda utöver bröderna. För ett skåp med sniderier fick man bronsplakett på världsutställningen i Chicago, Illinois, 1893, World's Columbian Exposition. Vid Stockholmsutställningen 1897 kom det verkliga genombrottet för möbelsnickeriet. Sveriges kommissarie var Artur Leffler. Vid Chicagoutställningen 1893 den svenska utställningsbyggnaden ritats av Gustaf Wickman och bland utställarnas fanns också flera svenska bidrag av konstnärinnan Eva Bonnier och skulptören Per Hasselbergs skulptur Näckrosen. Per Hasselberg avled i juli ett år senare, 1894, och Christian Eriksson fick uppdraget att utforma Per Hasselbergs gravplats, en gravhäll i granit, på Norra begravningsplatsen i Solna. Under åren i Paris mötte Per Hasselberg Eva Bonnier och de inledde en relation och förlovade sig, men förlovningen bröts. Bröderna Erikssons Möbelsnickeri brann ned 1925 och då upphörde snickeriet. På Rackstadmuseet i Arvika och på Mössebergs kurhotell i Falköping kan man se möbler som är tillverkade på Bröderna Erikssons Möbelsnickeri.

### Giftermålen
Christian Eriksson var gift två gånger och hade sammanlagt sju barn. Han gifte sig första gången den 2 februari 1894 i Paris med Jeanne Leocadie de Tramcourt (1875-1952), hon var då bara 18 år gammal och Christian var 35 år vid giftermålet. Han var gift med Jeanne de Tramcourt åren 1894-1911 och hade med henne barnen Kajsa (född 1896), Elof (född 1897), Sven (född 1900) och bildhuggaren Matts Eriksson (1905-1981), Matts i Taserud. Paret skildes 1912. Jeanne Tramcourt var född i Paris 9 december 1875 och hon omkom genom en bilolycka vid Stjärnhov i Gryts socken i Södermanland den 2 januari 1952. Hon var dotter till marmorhuggaren Charles Tramcourt och Adèle Jeannot. Under sitt äktenskap med Christian Eriksson var Jeanne Tramcourt ett känt namn inom Sveriges konstnärskretsar. Dottern Kajsa Eriksson gifte sig 1916 med Einar Nerman.
Andra gången gifte sig Christian Eriksson den 1 mars 1913 i Stockholm med Ebba Dahlgren. Hon var född 14 juli 1878 i Stockholm, hon var dotter till kassören Karl Johan Julius Dahlgren och Hilma Hedvig Andrietta Sahlström. Deras barn Lassa-Britta (född 1913), Marit (född 1916) och sonen Liss Eriksson (1919-2000) föddes i Stockholm. Liss Eriksson växte upp i faderns ateljéfastighet vid Maria Prästgårdsgata 3 på Södermalm i Stockholm, där han själv bodde och arbetade från 1951.

### Ateljén på Södermalm

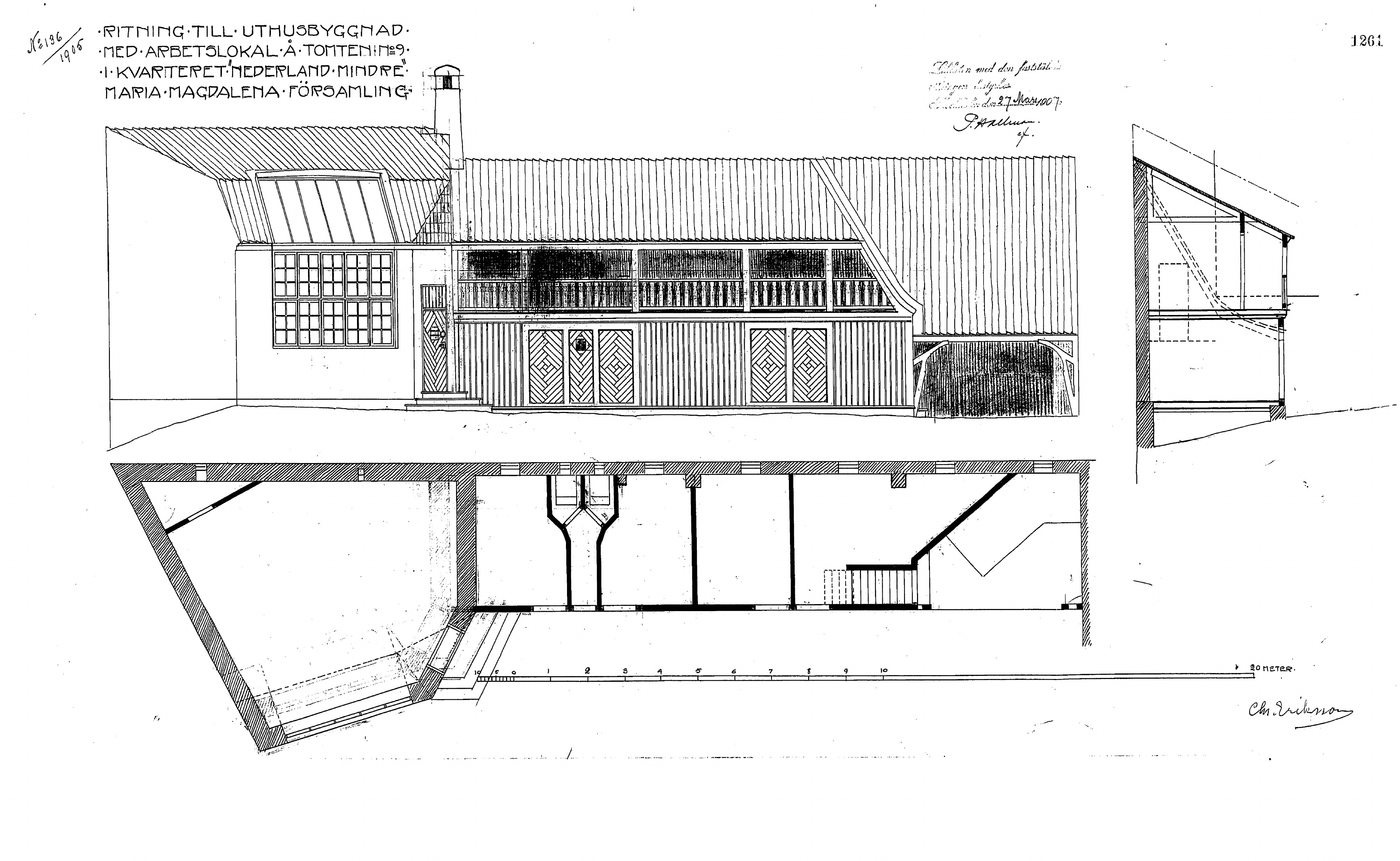
Första ateljén vid Maria Prästgårdsgata 3, Erikssons egen ritning, 1905.

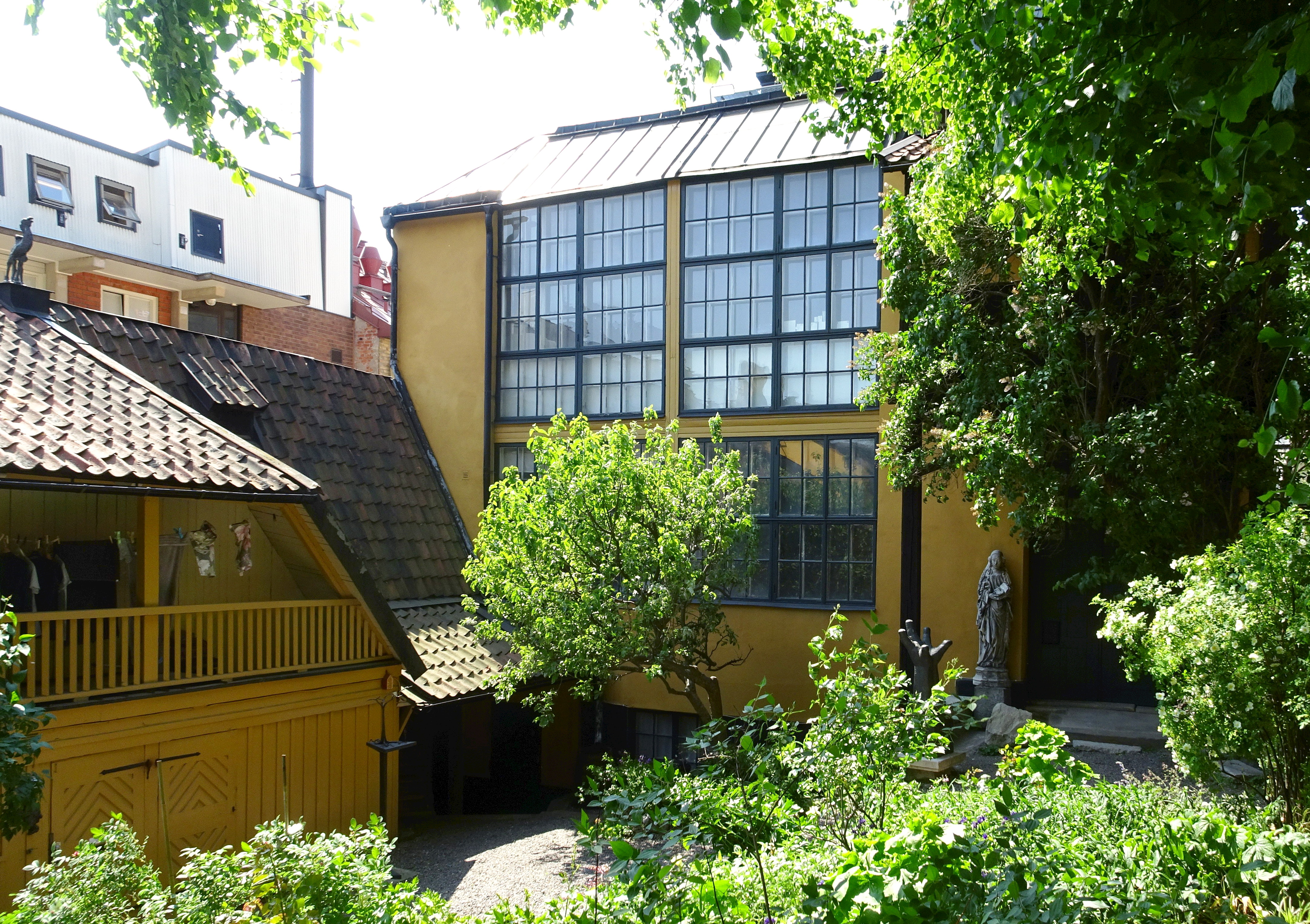
Christian Erikssons ateljé, juni 2019.

Gathuset, maj 2019.

Christian Eriksson och hans familj och vännerna flyttade in i Oppstuhage, det vill säga, det var Rackenkolonin. I den fina ateljébyggnaden i Taserud utanför Arvika bodde han inte så länge. I Stockholm fanns hans kontakter och uppdragsgivare och dit flyttade han med sin växande familj. Efter några år och efter några flyttar mellan olika adresser hittade Christian Eriksson 1905 den rätta miljön för familjeliv och konstnärligt skapande på Maria Prästgårdsgata 3 på Södermalm. Gården på fastigheten Nederland mindre 9 köptes 1905 av bildhuggaren Christian Eriksson, som här skapade ett hem och en arbetsmiljö för sig och flera kolleger. 
Kvarteret Nederland mindre ligger högt ovanför trapporna i början av Maria Prästgårdsgata. Gatuhuset är ett putsat och grårosafärgat stenhus i två våningar med brutet tegeltak. Husets gård är idyllisk, den är starkt kuperad och trädbevuxen dit en täckt trätrappa går ner från gathuset. Gården har fått sin karaktär av genuin konstnärsmiljö under Christian Erikssons tid. Ett litet bostadshus i en och en halv våning under brutet tegeltak ligger vid gårdens östra sida. Ursprungligen var det uppfört av timmer under 1700-talets förra hälft samt panelat och tillbyggt 1806. 
Ateljébyggnaderna i putsat tegel ligger i gårdens sydvästra och sydöstra hörn. Byggnaderna är förbundna genom en loftbod av trä som rymmer bland annat torkvind. Byggnaderna, som har tegel- och plåttak, är uppförda mellan 1905 och 1911 efter Christian Erikssons egna ritningar i samarbete med Ragnar Östberg. Den största av dessa byggnader var Christian Erikssons egen ateljé en trappa upp. Ateljén disponerades efter Erikssons död av sonen Liss Eriksson. I denna byggnad finns målningar av Nils Kreuger, som själv hade ateljé högst upp i huset. Bland övriga konstnärer som haft ateljé i gården kan nämnas Carl Fagerberg,  Vera Nilsson, Emil Johanson-Thor och Bo Beskow.

## Offentliga verk i urval
- Linné, kolossalrelief, Nationalmuseum i Stockholm
- Konstforskningen, Nationalmuseums entré[19] , Stockholm
- Jenny Lind, marmor, 1898, Operan i Stockholm
- Idyll, 1907, tidigare på Kärleksudden, Södra Djurgården, Stockholm
- Två friser, marmor, 1907, på Kungliga Dramatiska Teatern, Stockholm, grekiskt Dionysos-tåg och italienskt Commedia dell'arte-tåg
- Staty över Hertig Karl, 1926, Karlstad
- Anders Zorns gravvård", 1921, Mora
- Staty över Baltzar von Platen, 1922, Motala
- Staty över Lars Johan Hierta, Riddarhustorget i Stockholm
- Staty över Hjalmar Lundbohm, Nationalmuseum i Stockholm
- Nathan Söderbloms gravvård, Uppsala domkyrka
- Staty över Jakob Ulvsson, Uppsala domkyrka
- Diana, eller Jakt, brons, 1919, Slottsparken i Helsingsborg
- Staty över Hjalmar Lundbohm, 1924, Kiruna
- Bågspännaren ("Engelbrektsmonumentet"), brons, 1916, Kornhamnstorg i Gamla stan i Stockholm.
- Bågspännaren, 1932, Stadshusparken, Stockholm.
- Bågspännaren,  Rottneros Park i Sunne kommun.
- Engelbrektstatyn, 1932, utanför Stockholms stadshus.
- Sankt Göran och draken, 1923, förgyllt brons, Stockholms stadshus.
- Skridskolöparen, 1904, utanför Grand Hôtel Saltsjöbaden.
- Dansa på tå, trä, Göteborgs konstmuseum.
- de tolv skulpturerna Dygderna, på kyrkans takfall, Kiruna kyrka, samt relief ovanför kyrkporten.
- portalskulptur, tidigare Sundsvallsbanken, Fredsgatan 4 i Stockholm.
- fasadskulpturer på tidigare Skånes Enskilda bank, Drottninggatan 5 i Stockholm.
- portalskulptur på tidigare Thulehuset, Kungsträdgårdsgatan i Stockholm.
- skulpturer i Stockholms rådhus.

- Eriksson finns representerad vid bland annat Göteborgs konstmuseum[20] och Kalmar konstmuseum[21].

## Bilder

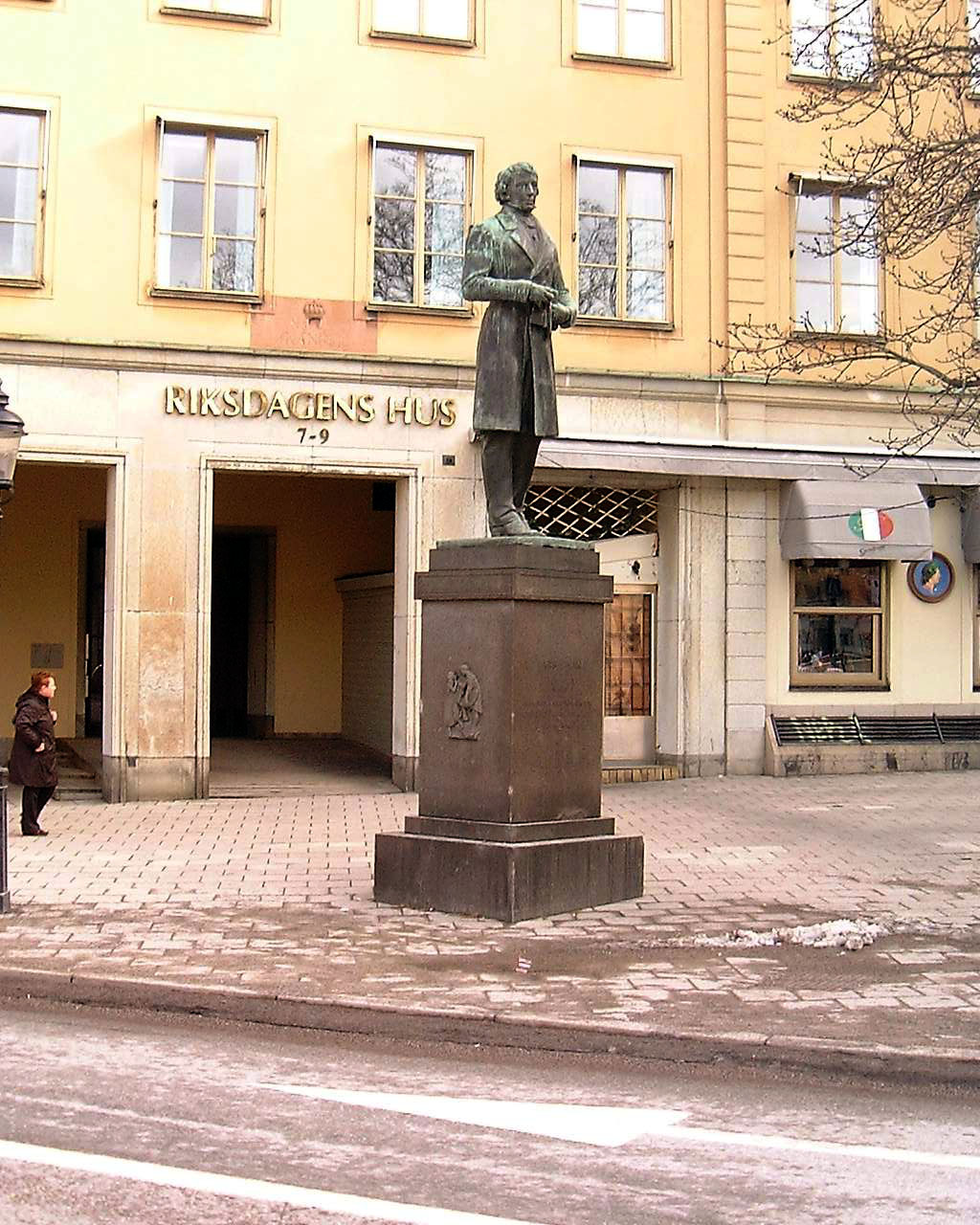
Staty av Lars Johan Hierta på Riddarhustorget i  Stockholm, sedd från Rådhusgränd, framför Kanslihusannexet vid Riksdagshuset.
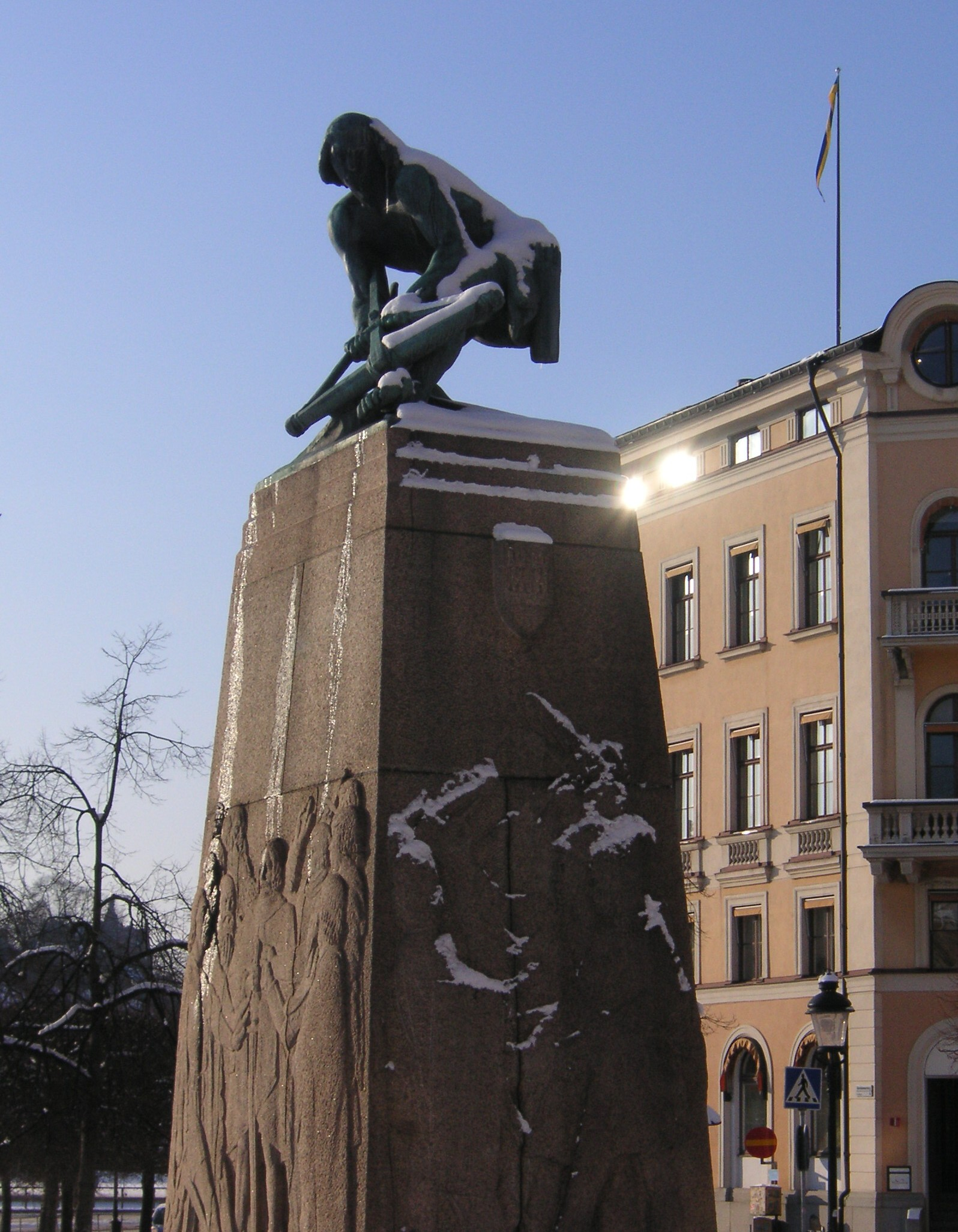
Bågspännaren Kornhamnstorg, Stockholm.
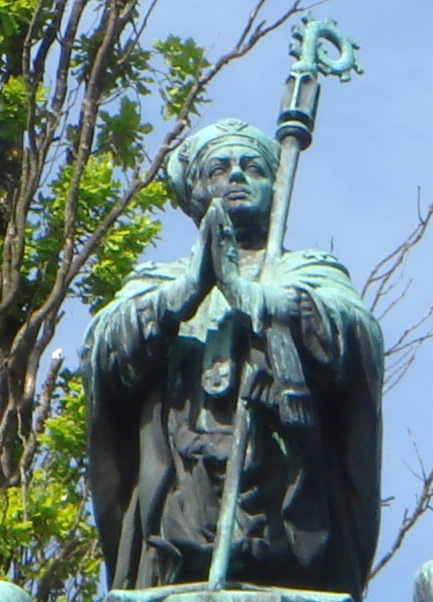
Jakob Ulvsson Uppsala domkyrka.
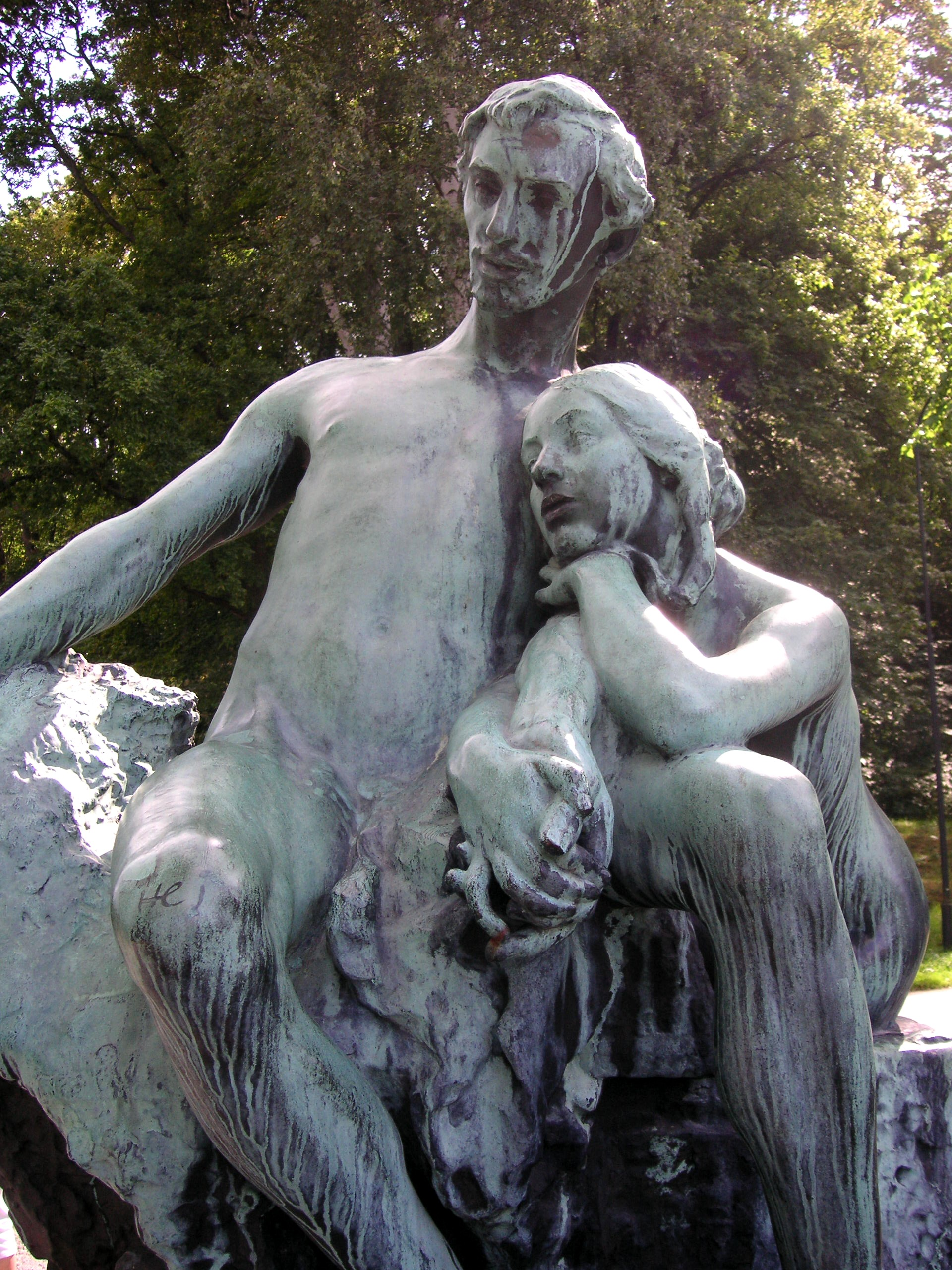
Idyll Tidigare på Kärleksudden på Djurgården, Stockholm (vandaliserades 2008).
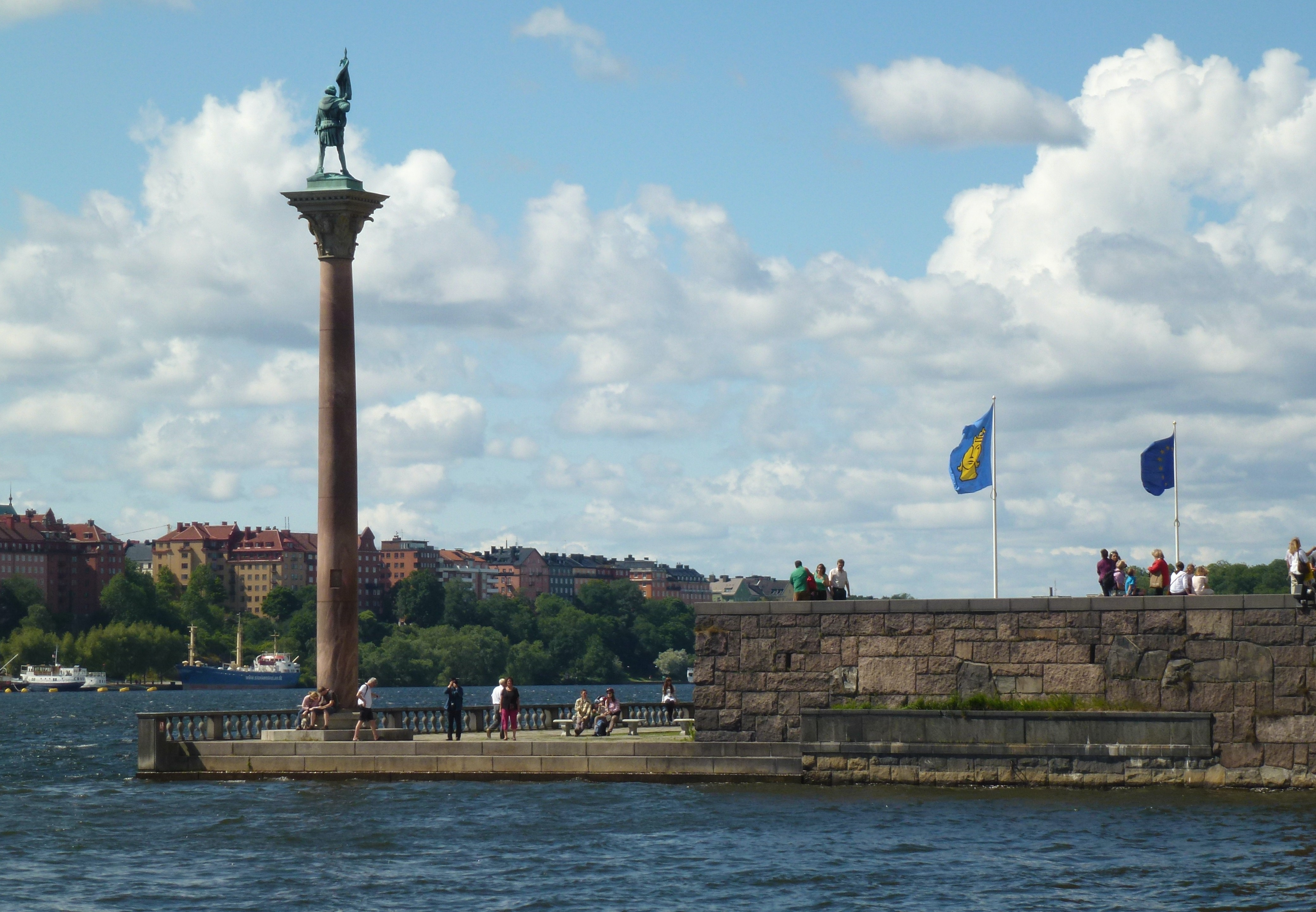
Engelbrektsstatyn, utanför Stockholms stadshus.
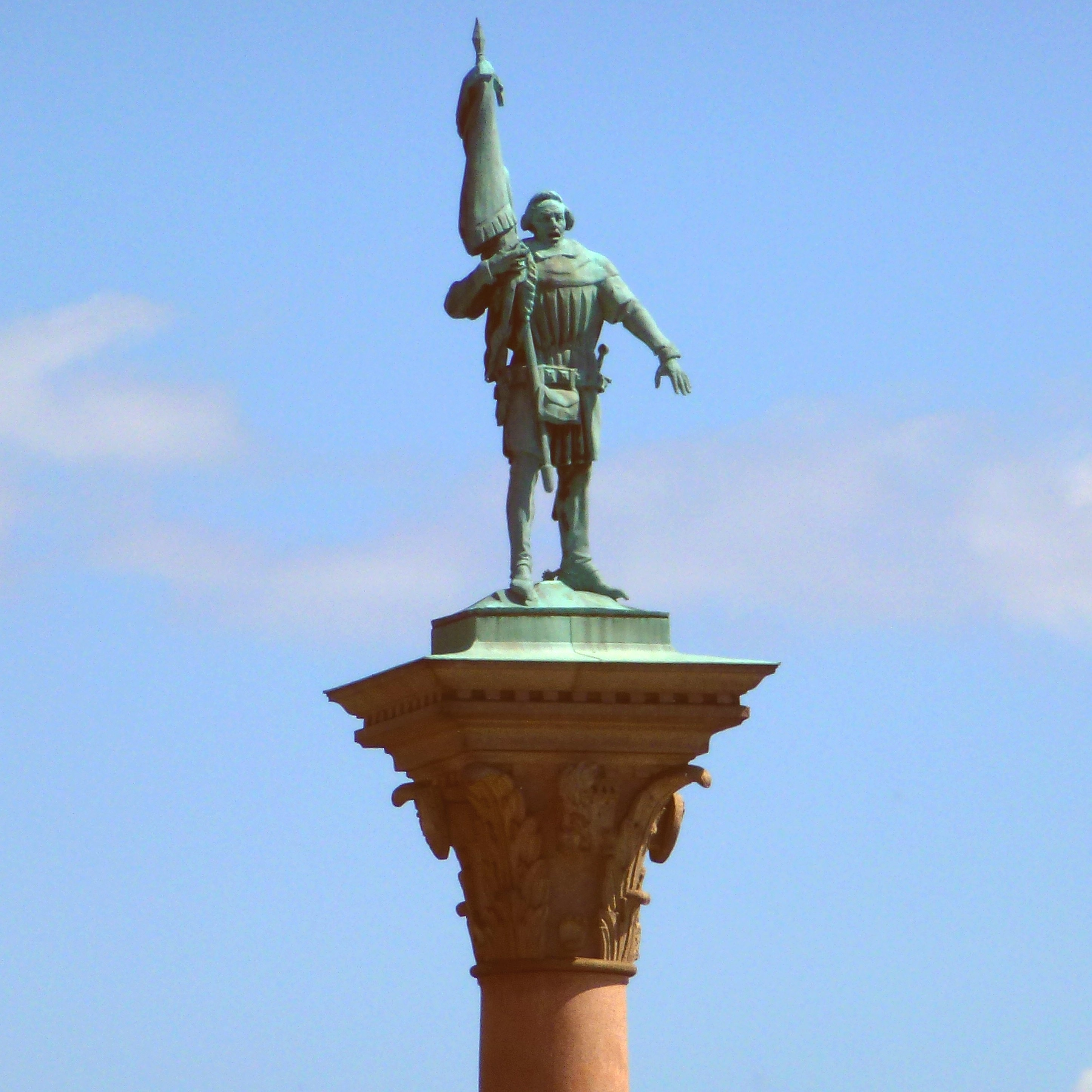
Engelbrektsstatyn, Engelbrekt Engelbrektsson på kapitälet utanför Stockholms stadshus.
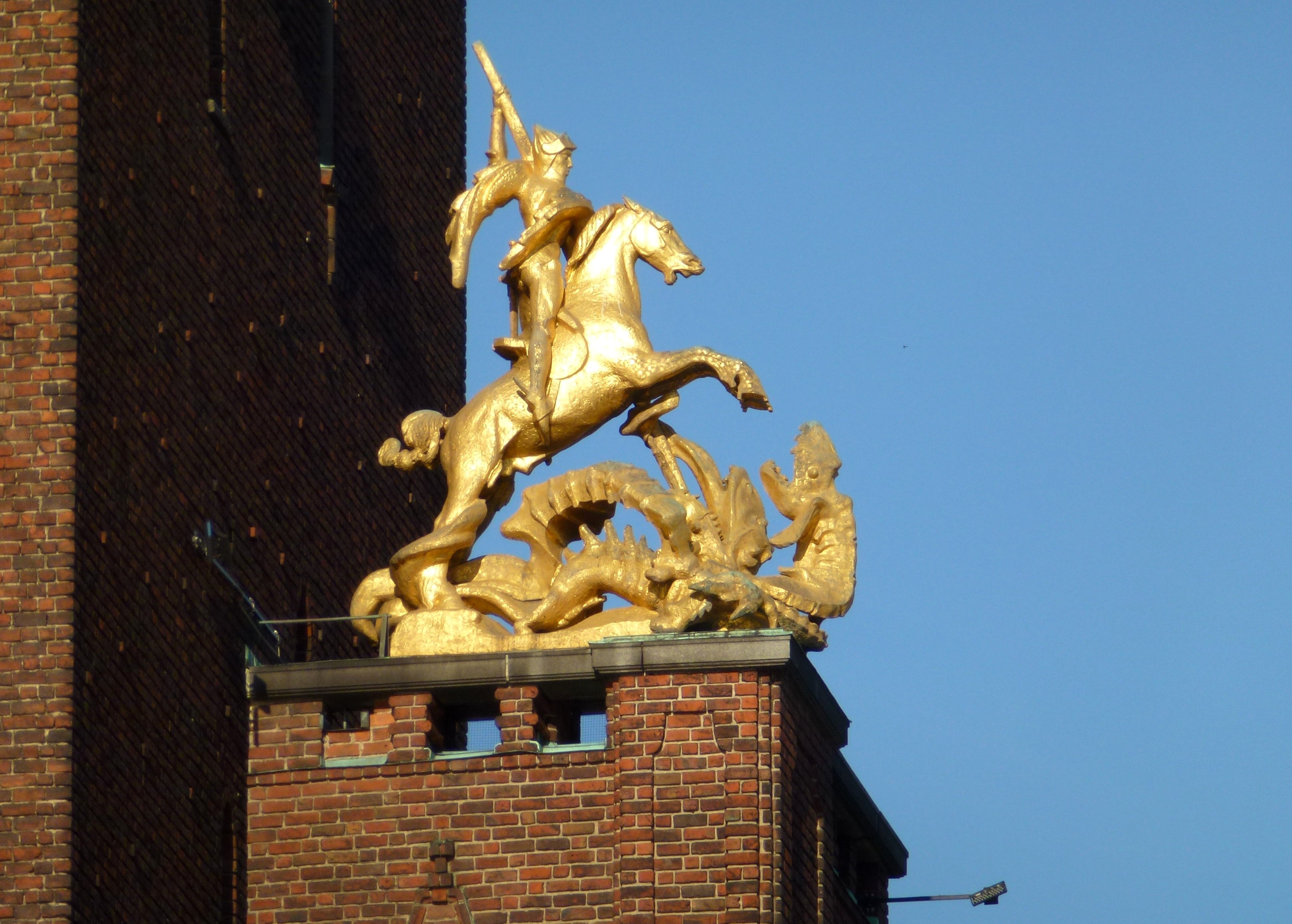
Sankt Göran och draken, Stockholms stadshus
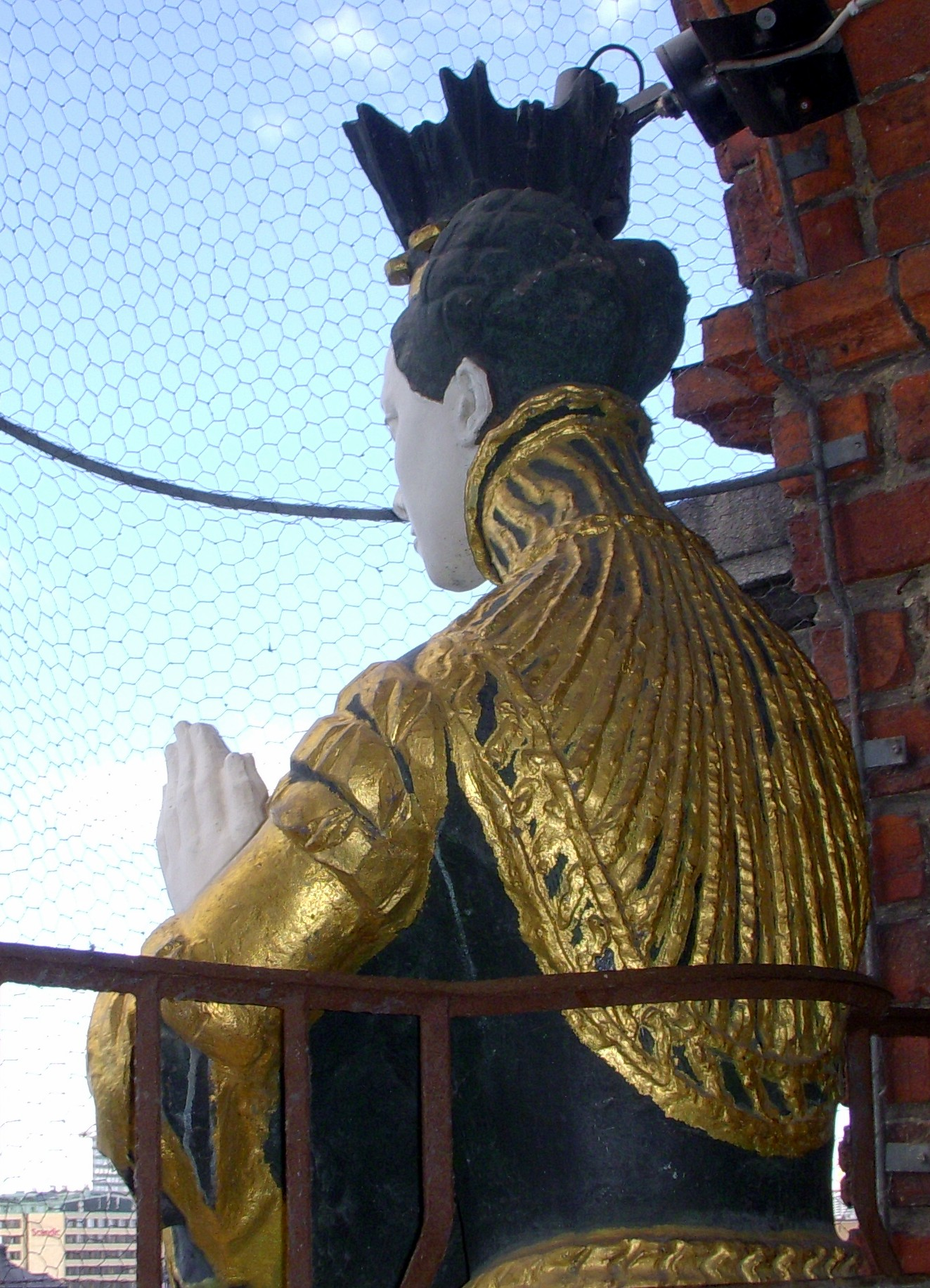
Prinsessan Stockholms stadshus.
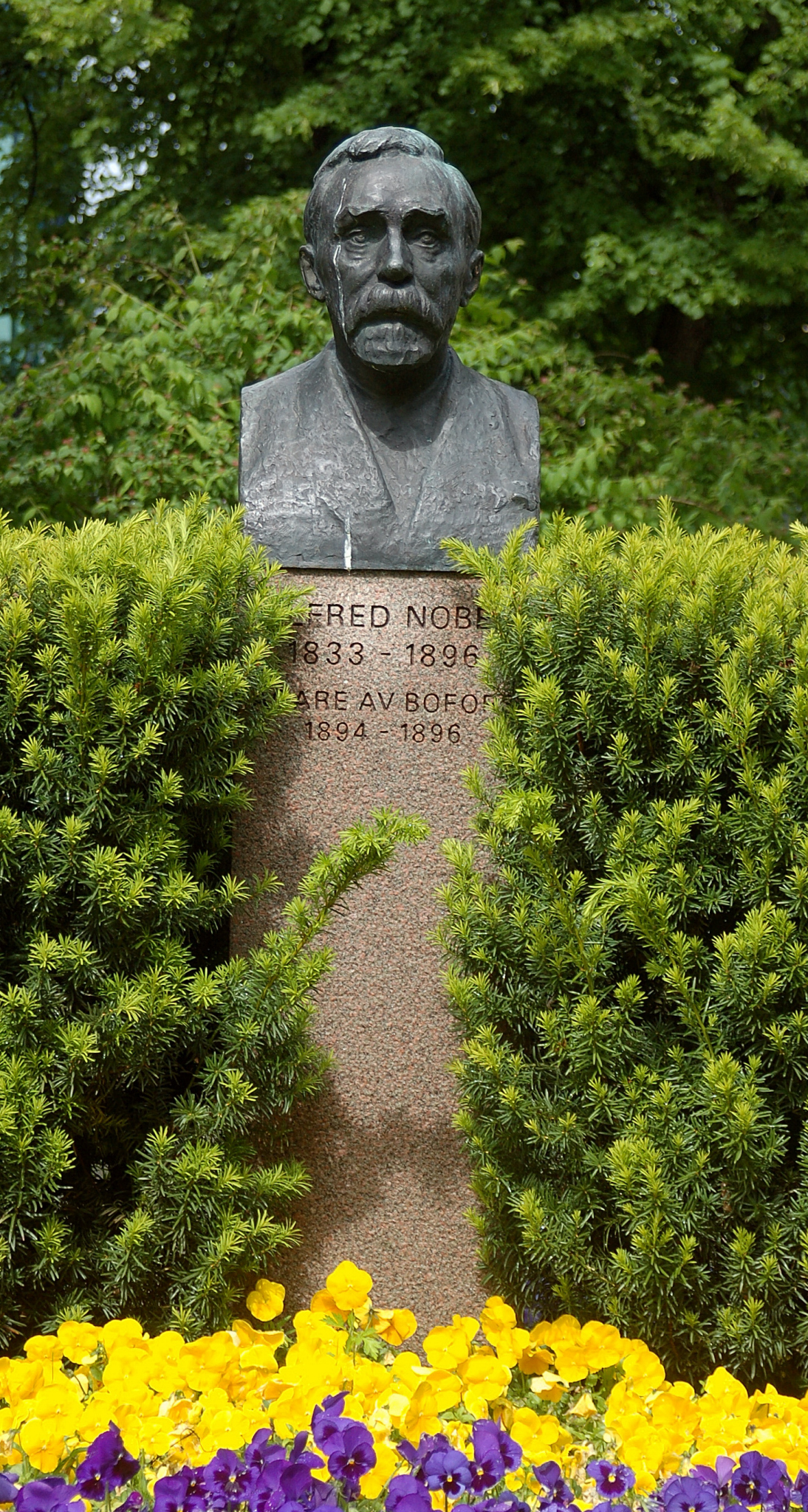
Alfred Nobels byst, Karlskoga.
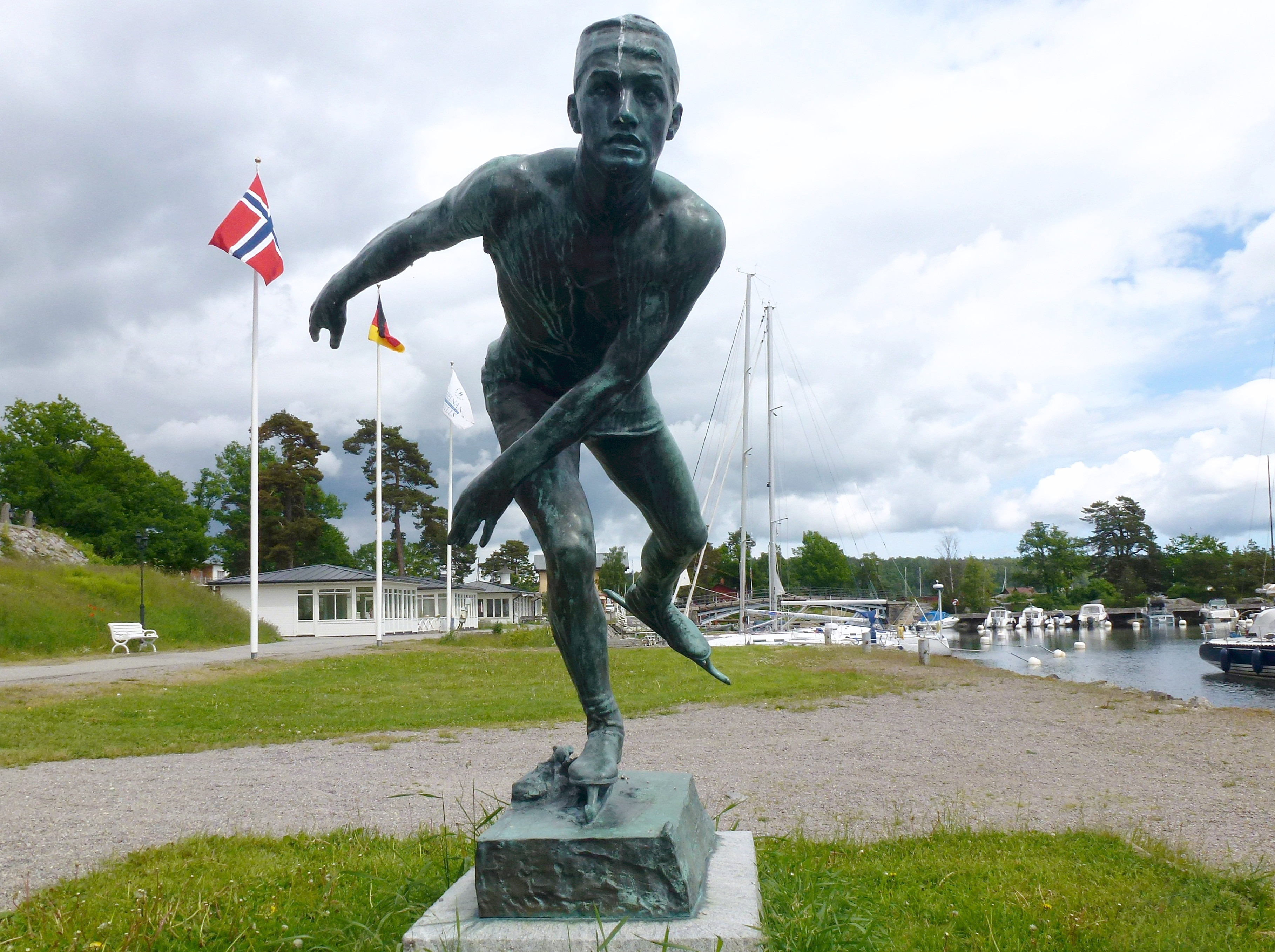
Skridskolöparen, 1904, utanför Grand Hôtel Saltsjöbaden.
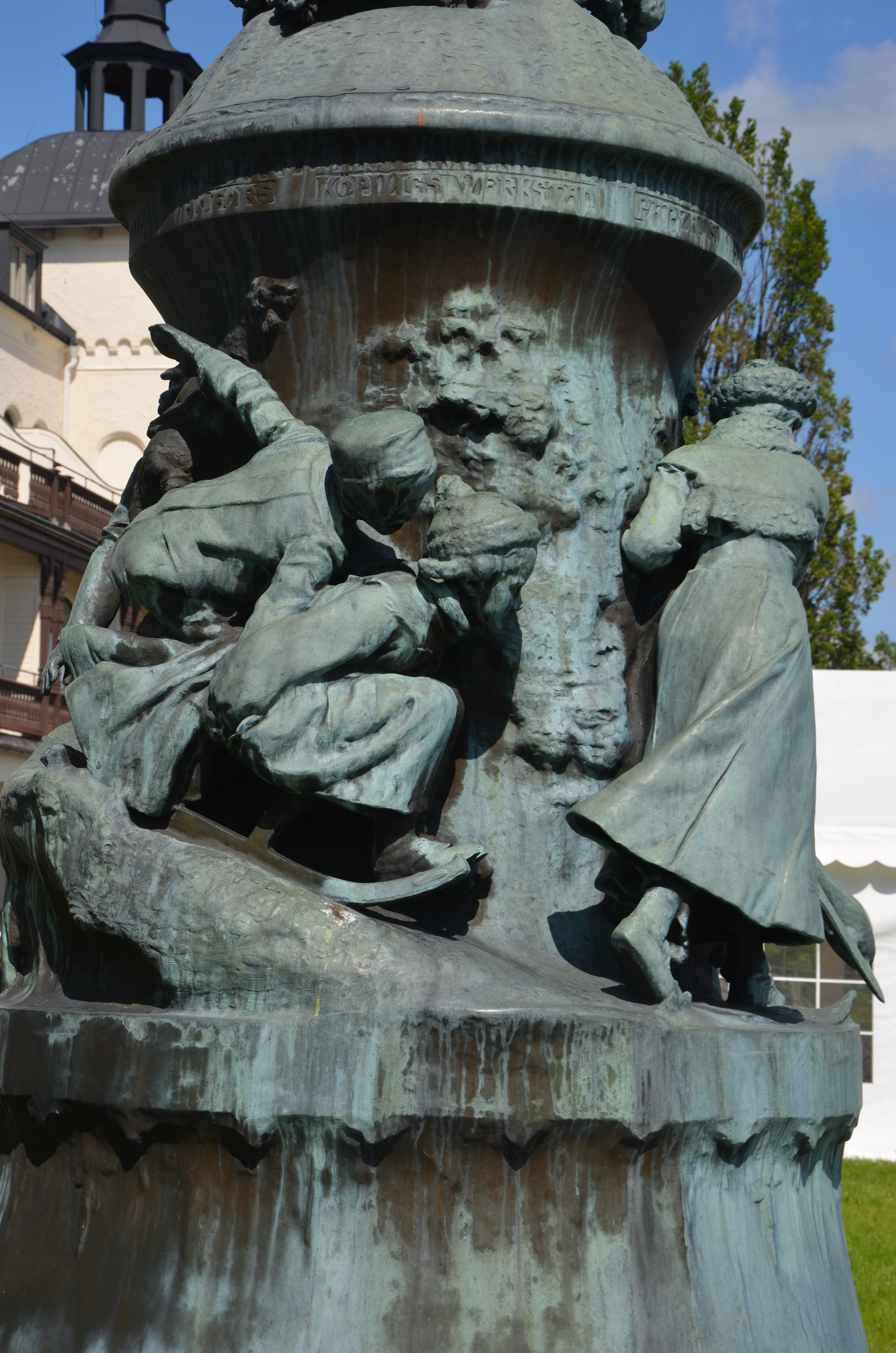
Kälkåkare, en av fyra skulpturer runt en av två flaggstångsbaser utanför Grand Hôtel Saltsjöbaden.
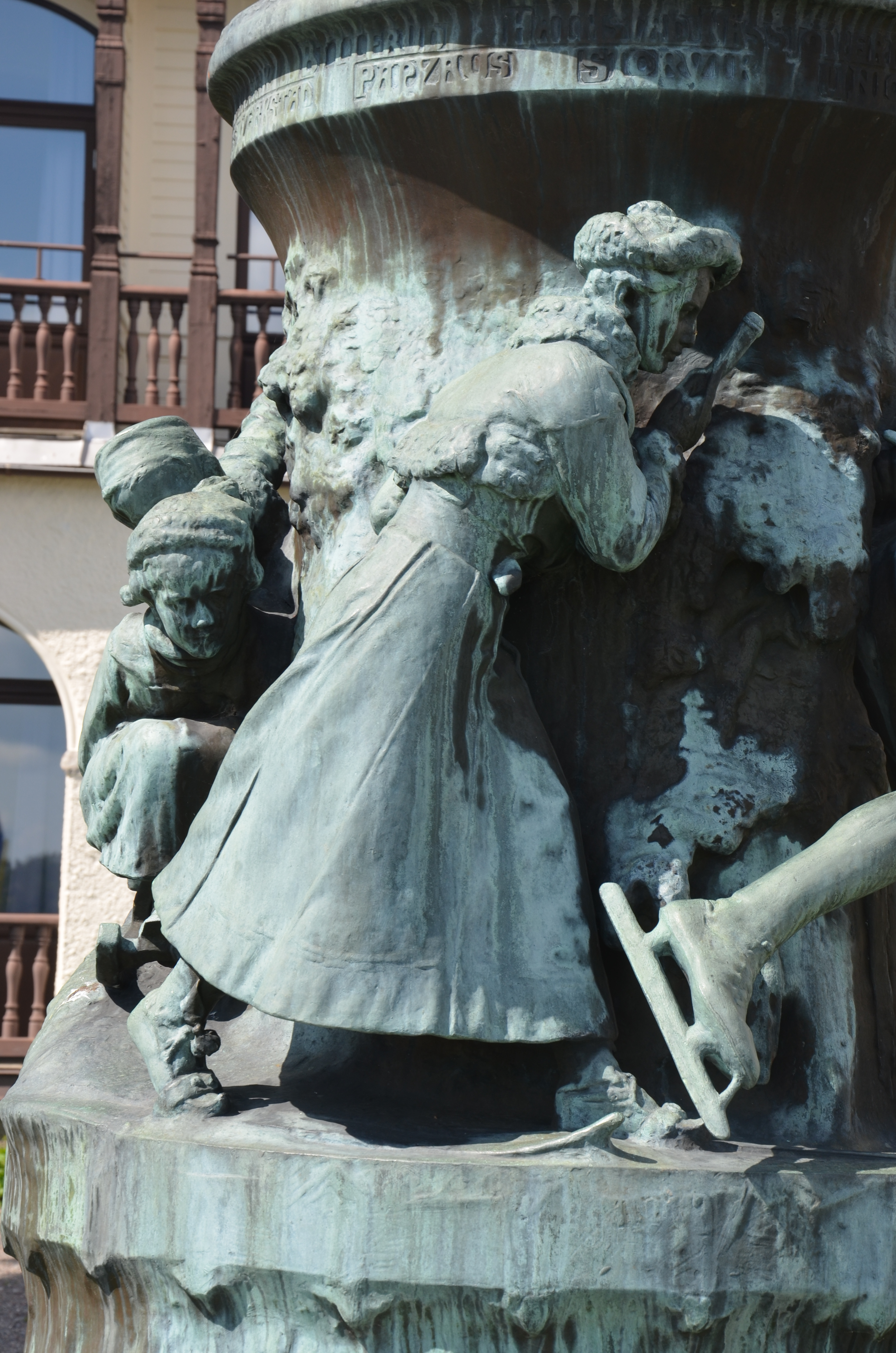
Skridskoåkerska, en av fyra skulpturer runt en av två flaggstångsbaser utanför Grand Hôtel Saltsjöbaden.
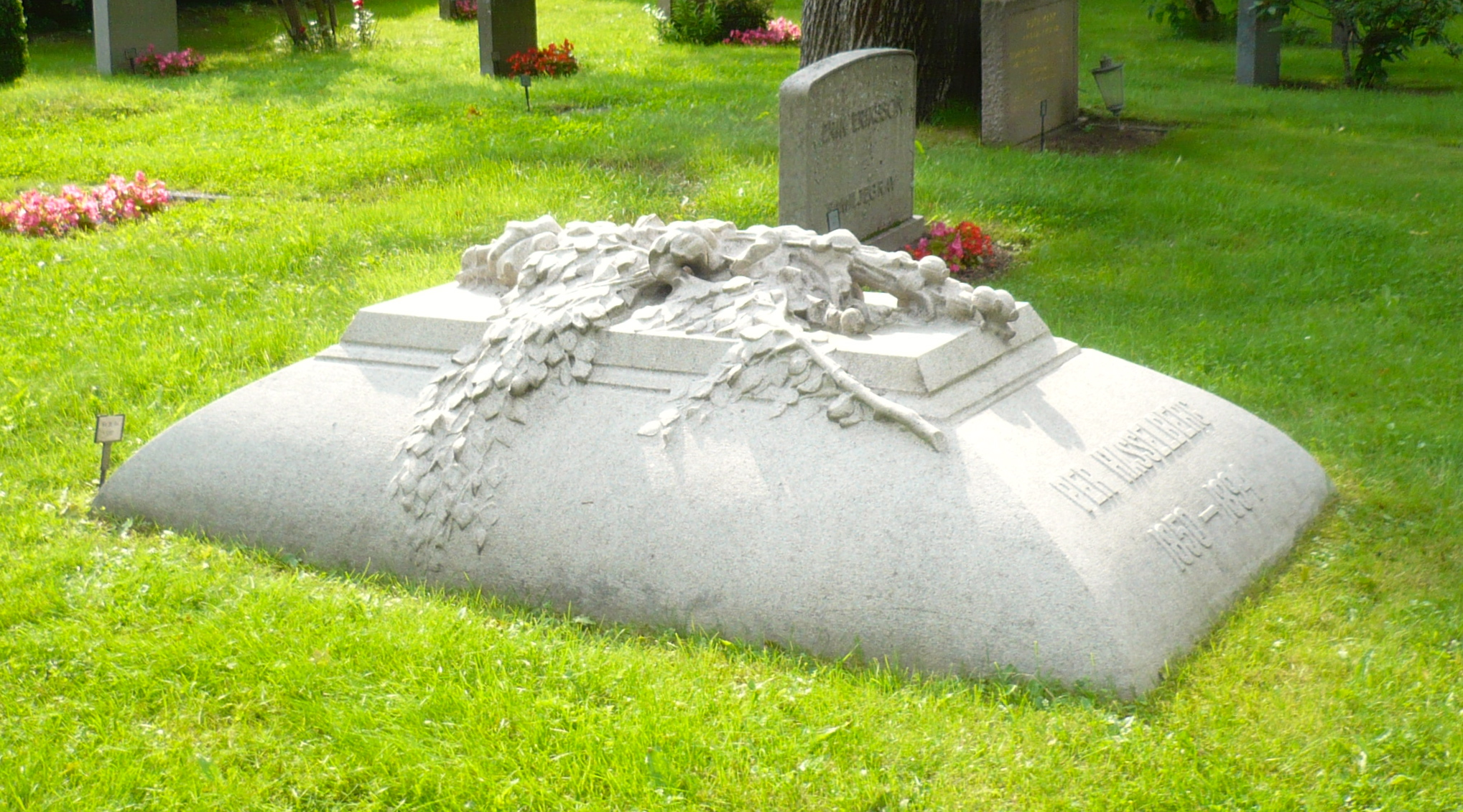
Per Hasselbergs grav på Norra begravningsplatsen i Solna. Gravhällen i granit är utförd efter 1894.
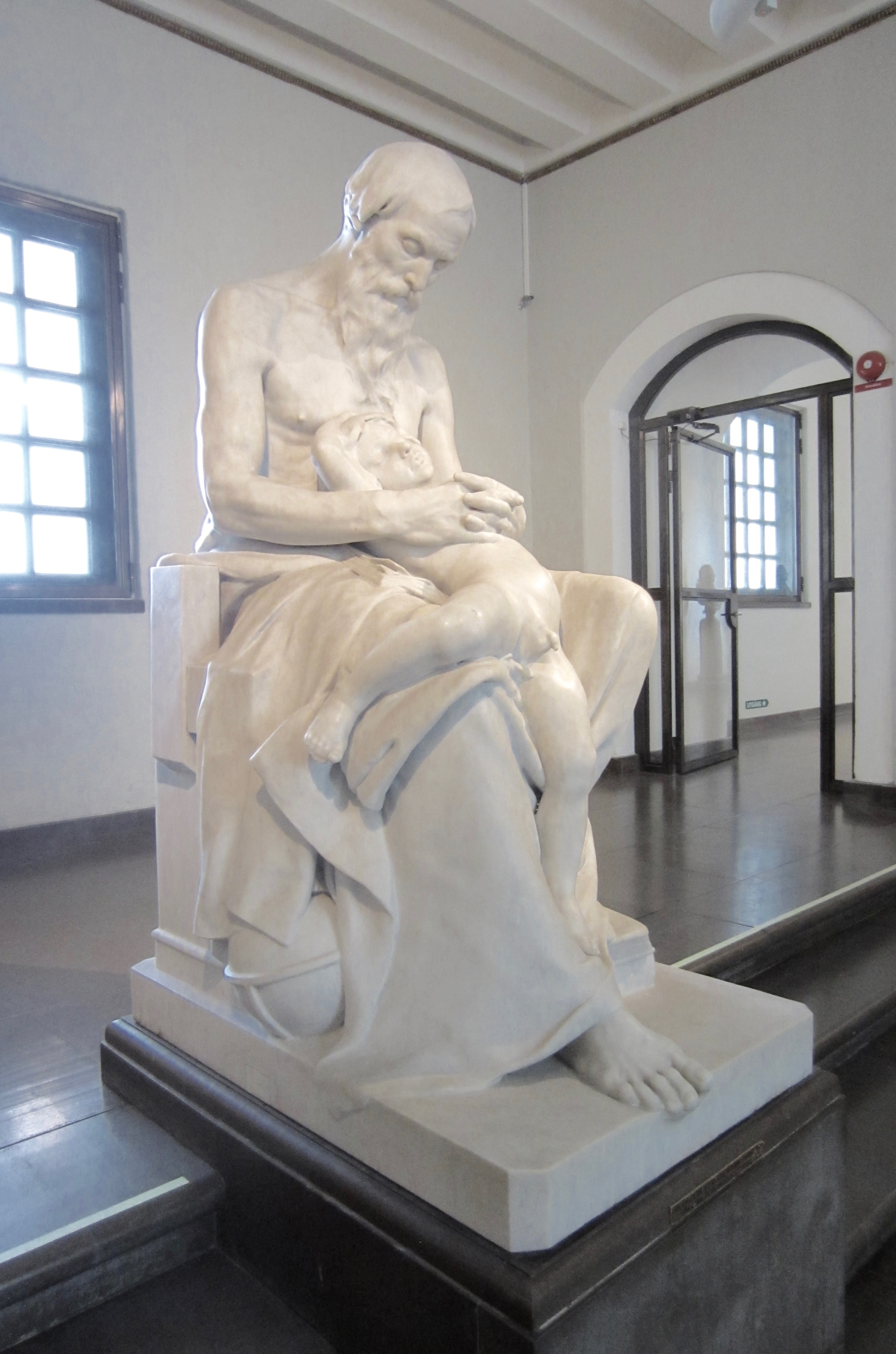
Farfadern i Göteborgs konstmuseum är utförd i marmor 1895 efter Per Hasselbergs original.
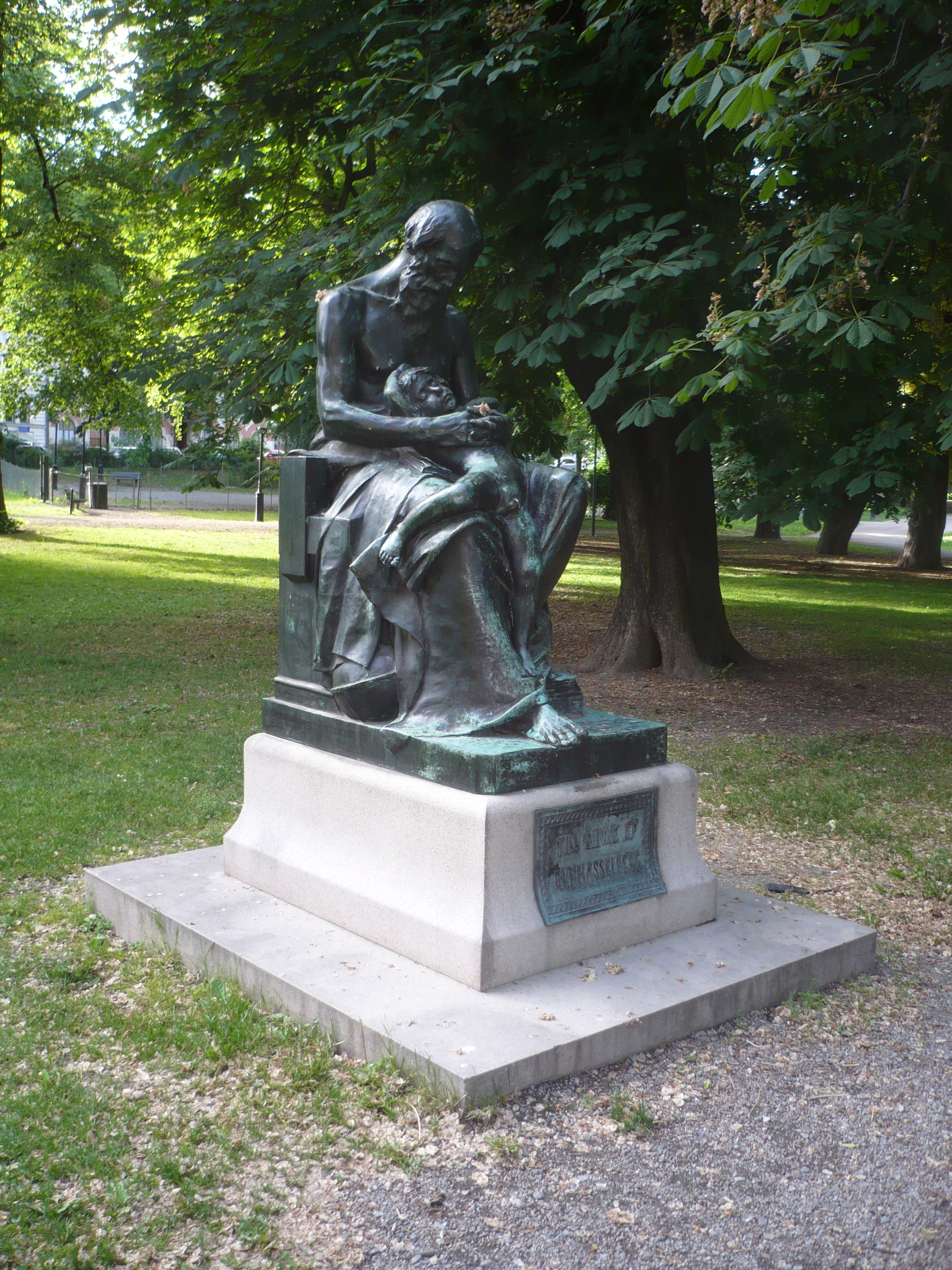
Farfadern i Humlegården i Stockholm. Statyn sattes upp 1896 och är utförd i brons efter Per Hasselbergs original.
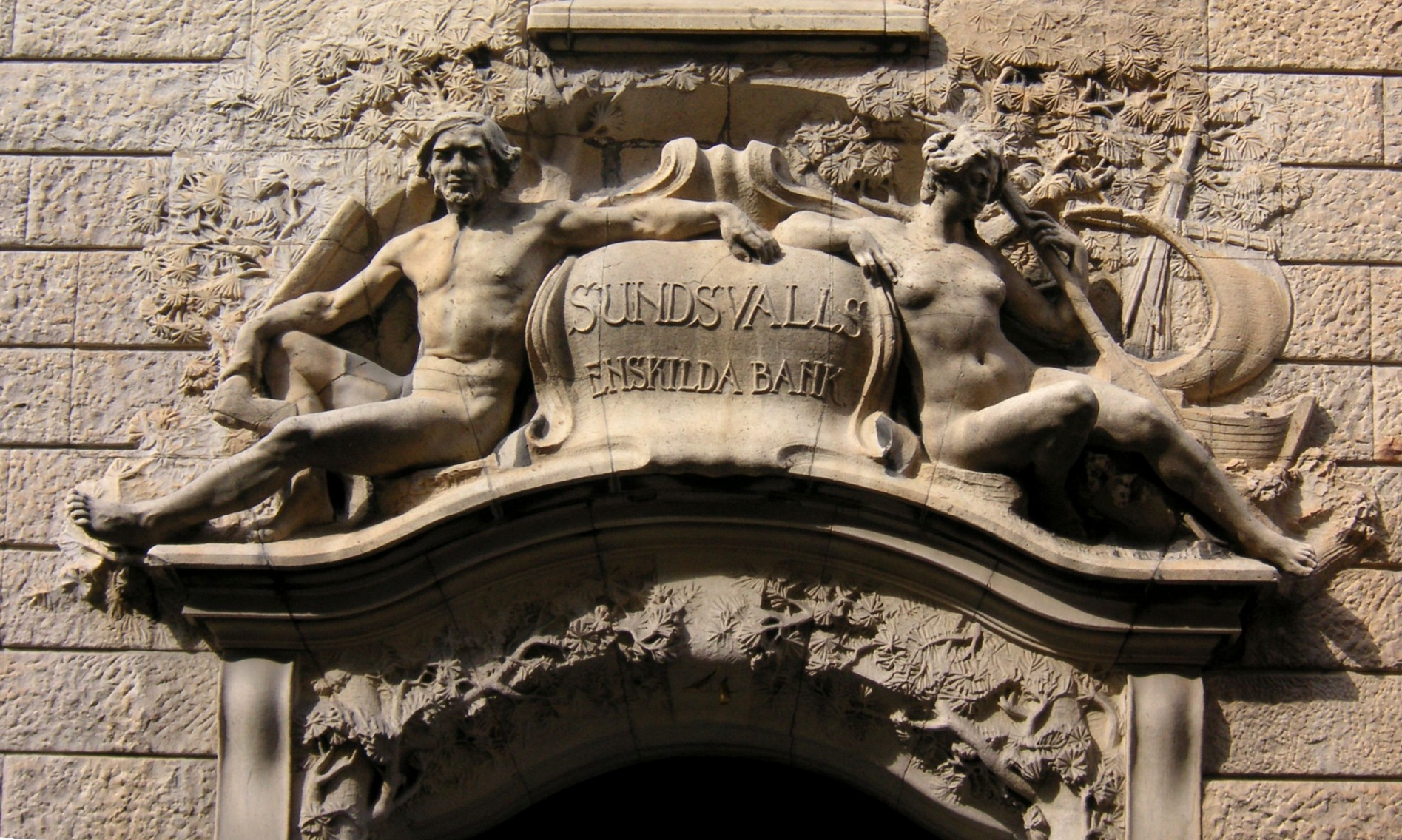
Portalfigurerna för dåvarande Sundsvalls Enskilda Bank vid Fredsgatan i Stockholm, formgavs cirka 1900. De symboliserar Norrlands industri och sjöfart.